# Lina Andersson
Lina Marie Andersson (Malmberget, 18 de marzo de 1981) es una deportista sueca que compitió en esquí de fondo.
Participó en dos Juegos Olímpicos de Invierno, en los años 2002 y 2006, obteniendo una medalla de oro en Turín 2006, en la prueba de velocidad por equipo (junto con Anna Olsson).
Ganó tres medallas en el Campeonato Mundial de Esquí Nórdico, en los años 2005 y 2009.

## Palmarés internacional
| Juegos Olímpicos   | Juegos Olímpicos          | Juegos Olímpicos  | Juegos Olímpicos     |
| Año                | Lugar                     | Medalla           | Prueba               |
| ------------------ | ------------------------- | ----------------- | -------------------- |
| 2006               | Turín (Italia)            | Medalla de oro    | Velocidad por equipo |
| Campeonato Mundial |                           |                   |                      |
| Año                | Lugar                     | Medalla           | Prueba               |
| 2005               | Oberstdorf (Alemania)     | Medalla de plata  | Velocidad individual |
| 2009               | Liberec (República Checa) | Medalla de plata  | Velocidad por equipo |
| 2009               | Liberec (República Checa) | Medalla de bronce | Relevo 4 × 5 km      |